# Cerkiew Lazarica

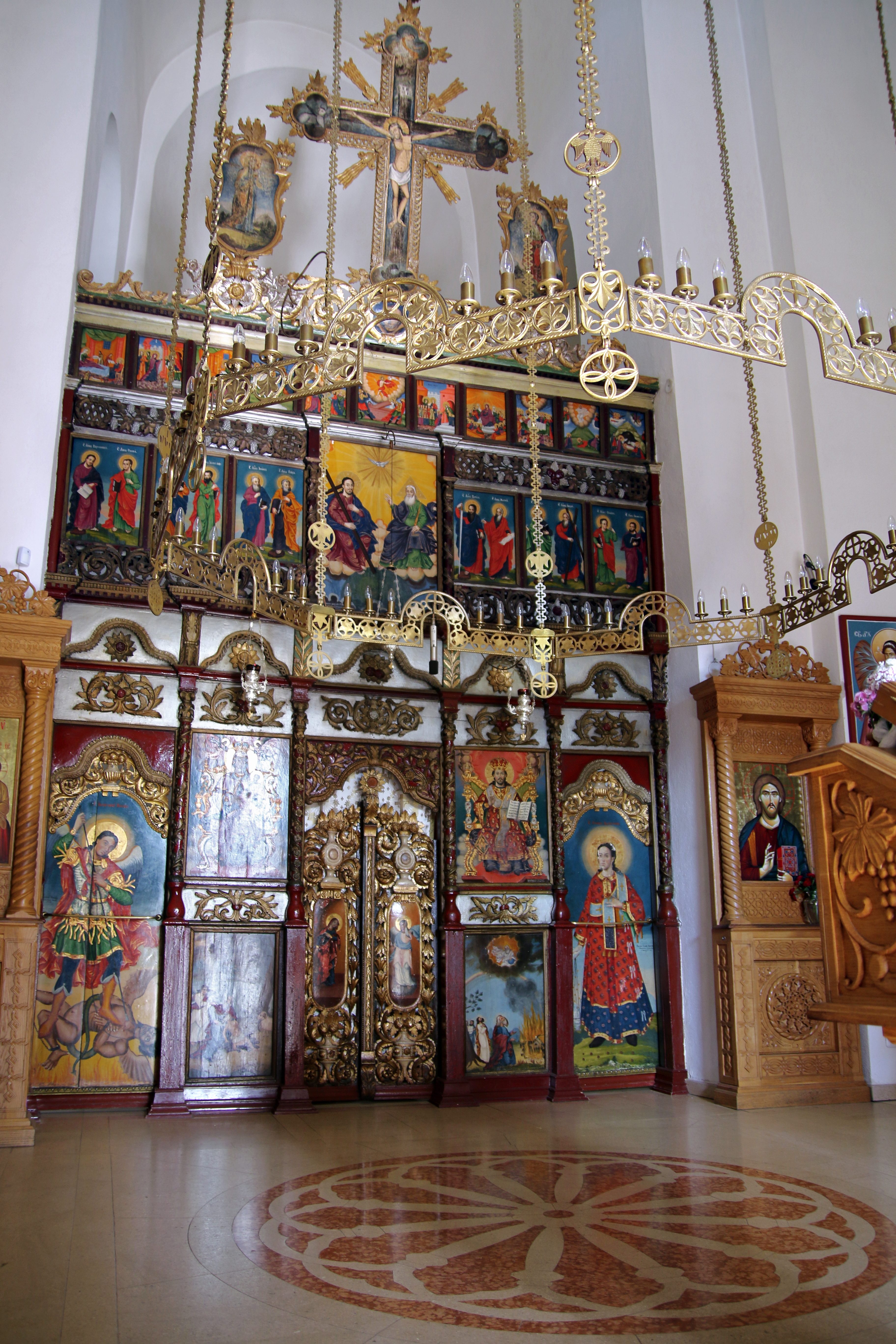
Ikonostas

Cerkiew Lazarica, wł. cerkiew św. Szczepana (Stefana) (serb. Црква Лазарица, Црква светог Првомученика Стефана) – prawosławna cerkiew w Kruševacu, w jurysdykcji eparchii kruševackiej Serbskiego Kościoła Prawosławnego.

## Historia
Cerkiew została zbudowana najprawdopodobniej w latach 1377/1378–1380 z fundacji księcia Łazarza Hrebeljanovicia z przeznaczeniem na prywatną kaplicę władcy (Łazarz w 1371 uczynił Kruševac swoją stolicą). Na patrona świątyni Łazarz wybrał Szczepana, świętego patrona swojego najstarszego syna. Po wkroczeniu Turków do Kruševacu w 1455 cerkiew została zniszczona i przez kolejne stulecia popadała w ruinę. Przez pewien czas była wykorzystywana przez Turków jako stajnia, a dach budynku zerwano i wykorzystano do innych celów. Do renowacji obiektu przystąpiono po tym, gdy Kruševac znalazł się w granicach autonomicznego Księstwa Serbii w 1833. Pierwsza konserwacja budowli została przeprowadzona w amatorski sposób; dopiero w latach 1904–1908 Pera Popović przywrócił cerkwi pierwotny wygląd. Szczególnym kultem w cerkwi otaczane są relikwie jej fundatora.

## Architektura
Cerkiew reprezentuje styl morawski w jego wczesnej fazie, z wyraźnymi wpływami architektury bizantyjskiej. Została zbudowana na planie trójkonchowym z trzema absydami i jedną kopułą. Nad przedsionkiem świątyni znajduje się dzwonnica z kaplicą na piętrze. Okna świątyni zdobią kamienne rozety. 
Nie wiadomo, jak wyglądała pierwotna dekoracja wnętrza obiektu. W latach 1737–1740 Andra Andrejević wykonał w niej zupełnie nowe freski, jednak i one przetrwały tylko fragmentarycznie. Ikonostas w świątyni pochodzi z 1844, a znajdujące się w nim ikony najprawdopodobniej wykonał Živko Pavlović.